# Baal (musikgruppe)
 For alternative betydninger, se Baal (flertydig). (Se også artikler, som begynder med Baal)
Baal er et dansk rockband etableret i 1994 af David Kampmann (som dog forlod bandet i 1997) og Bjørn Fjæstad.

## Gruppens historie
Baal har siden midten af 1990'erne haft deres egen plads i dansk rockmusik.
Baal blev dannet i 1994. Første udgivelse var en hjemmeproduceret ep, der gjorde gruppen til ’Månedens Band’ i Politiken. Kort tid efter inviterede sanger Bjørn Fjæstad en tilfældig kvinde op på scenen til en koncert. Kvinden viste sig at være Virgin Records direktør, der kvitterede for opmærksomheden med en pladekontrakt.
Som forløber for debutalbummet varmede Baal op for Tindersticks i 1996. Kort tid efter udkom deres stærkt anmelderroste debutalbum Sensorama, som af anmelderne blev set som en blanding af David Bowie og Queen, men som i Baals indpakning dog fik et strejf af kabaret-stemning og 1990'er-energi. Sensorama solgte 20.000 eksemplarer og blev nomineret til tre danske Grammyer.
På det efterfølgende album Karaoke (1998) ændrede Baal sit musikalske udtryk, så det blev mere elektronisk, men albummet opnåede igen masser af anmelderros. Og på treeren, Funtex (1999), skulle der igen afprøves nye musikalske landskaber med den engelske producer Rik Simpson bag knapperne. Han havde tidligere produceret for bl.a. The Cure, Radiohead og Kula Shaker, og resultatet blev et storslået album, der dog til en vis grad manglede den karakteristiske skævhed.
Baal har siden hen udgivet adskillige roste album, og har med deres blanding af kabaret, country, ballader og rock skabt sig et navn, der i perioder har set ud til at kunne gøre dem til et band af internationalt format, samtidig med at de har formået at holde deres udgivelser på et højt niveau, uden alt for megen skelen til diverse modeluner i musikindustrien. 
Sidenhen har Baal især koncentreret sig om at lave musik til forskellige teaterstykker. I september 2003 lancerede gruppen i samarbejde med Fredericia Teater rockoperaen The Last Show, hvorfra der blev udsendt et album. og senere udsendte de Trold Tæmmes i 2009.

## Medlemmer
- Bjørn Fjæstad (vokal)
- Troels Skjærbæk (bas, kor)
- Morten Lundsgaard (guitar)
- Henrik Sten Melander (klaver, kor)
- Kenni Andy Jørgensen (trommer)

## Tidligere medlemmer
- David Kampmann (guitar)1994-1997
- Jimmy Krogsgaard (bas)1994-1999
- Jesper Grann (trommer)1994-2003

## Diskografi
Studiealbum
- Sensorama (1996)
- Karaoke (1998)
- Funtex (1999)
- The Supreme Machine (2002)
- Do You Come With Speciel Features? (2005)
- Behind Your Echoes (2008)
- Time Is Old (2019)
- The Quiet Session (2020) [1]
- Circles (2024) [2]

Livealbum
- Live - Officiel Bootleg (1997)
- Mirrors - A Live Album (2021)

Albums (Teatermusik)
- Englesyn (2000) (Jomfru Ane Teatret, Aalborg)

- Antigone (2002) (Aarhus Teater, Aarhus)
- The Last Show (2003) (Fredericia Teater, Fredericia)
- Trold Tæmmes (2009) (Folketeatret, København)

Singler (ikke komplet)
- "You & Me, Us & Them" (2014)